# 工業與組織心理學
工業（工商產業）與組織心理學（英語：Industrial and organizational psychology），簡稱：工商心理學（英語：I-O psychology）、勞動心理學、工作心理學（英語：work psychology），是應用心理學的其中一种，是對员工、职场、组织所進行的科學研究，與組織行為學及人力資本互為息息相關的學科領域。工業，工作和組織心理學（IWO）是國際上該領域的更廣泛的全球術語。
該學科是與工作有關的人類行為科學，將心理學理論和原則應用於組織和個人的工作場所以及個人的工作生活。工業和組織心理學家接受過科學家-從業者模型的培訓。 它們通過改善績效，激励，工作滿意度，職業安全與衛生以及員工的整體健康狀況來為組織的成功做出貢獻。 工業和組織心理學家對員工的行為和態度進行研究，以及如何通過僱用實踐，培訓計劃，反饋和管理系統來改善這些行為和態度。
根據美國勞工統計局2014年《職業展望手冊》(Occupational Outlook Handbook)，工業（工商產業）與組織心理學是未來十年增長最快的職業。估計工業（工商產業）與組織心理學將增長53％，平均薪資為$109,030美元，在前十名中 百分之百的收入2018年的$192,150美元。
截至2020年，IO心理學是美國心理學會（APA）在美國認可的17個專業之一。 它由美國心理學會的第14部門代表，並正式稱為工業和組織心理學協會（SIOP）。
主要是分別員工、顧客及消費者的心理層級，包含招聘、從眾多應徵者中選用員工，並包含對員工的訓練、績效評價、工作滿意度、工作行為、工作壓力管理。其涉及心理學、管理學（含組織行為學與人力資源管理學）、社會學、政治學、人類學、社會心理學和經濟學等等。了解組織心理，目的也是為了進步利用、管理，達至組織的目標。

## 參閱
- 应用心理学
- 商業心理學家協會（英语：Association of Business Psychologists）
- 教育心理学
- 勞工法
- 歐洲職業健康心理學會（英语：European Academy of Occupational Health Psychology）
- 人力资源管理
- 工業社會學
- 工業
- 工业革命
- 踢猫效应
- 生產機械化
- 组织行为学
- 心理学大纲
- 工作生活品質
- 職業安全與健康
- 系統心理學（英语：Systems psychology）

## 外部鏈接
- Canadian Society for Industrial and Organizational Psychology
- British Psychological Society's Division of Occupational Psychology's (DOP) website （页面存档备份，存于）
- Society for Industrial and Organisational Psychology of South Africa （页面存档备份，存于）
- European Association of Work and Organizational Psychology （页面存档备份，存于）
- Society for Industrial and Organizational Psychology （页面存档备份，存于）